# La Deuxième Vie du colonel Schraeder

La Deuxième vie du colonel von Schraeder (Pursuit) est un téléfilm américano-britannico-yougoslave de Ian Sharp, diffusé en 1989.

## Synopsis
L'histoire du lieutenant-colonel SS Helmut von Schraeder, qui, pressentant la défaite allemande, a participé à l'attentat contre Adolf Hitler du 20 juillet 1944. Suspecté, il décide de se faire passer pour mort du typhus au camp de Bergen-Belsen. Puis, avec la complicité d'un chirurgien esthétique nazi, il se fait refaire le visage, et se fait envoyer dans un camp de concentration avec une identité juive, sous le nom de Benjamin Grossmann. À la libération, il apprend des Alliés que la Gestapo a exécuté toute sa famille, et décide d'émigrer en Israël avec des amis survivants des camps de concentration. Vingt-cinq ans plus tard, il est devenu général au Mossad et on le retrouve avec son fils Dany en Israël. Son fils, devenu producteur de cinéma, projette de tourner un documentaire sur certains responsables nazis dans les camps de concentration. Au cours de ses recherches, il trouve des coïncidences étranges entre le lieutenant-colonel H. Schraeder et son père et finit par comprendre que les deux ne font qu'un. D'anciens nazis l'ont également retrouvé et lui demandent de leur livrer des matériaux nucléaires en échange de leur silence. Finalement, il leur livrera une bombe sur un bateau de plaisance et mourra volontairement dans l'explosion avec ses anciens "camarades". Officiellement, il restera un héros pour son pays.

## Distribution
- Ben Cross : Benjamin Grossman
- Veronica Hamel : Deborah
- Sarah Jessica Parker : Miriam
- Bruce Greenwood : Helmut von Schraeder/Daniel Grossman